# Ханишвили, Акакий
Акакий Ханишвили (род. 16 сентября 1979, Вариани, Горийский муниципалитет) — грузинский самбист и дзюдоист, серебряный призёр международного турнира по дзюдо 2000 года в Тбилиси, серебряный призёр первенства мира по самбо среди юношей 1999 года, бронзовый призёр чемпионата Европы по самбо 2002 года в Кунео, чемпион (2002) и серебряный призёр (2001) чемпионатов мира по самбо. Выступал в полулёгкой весовой категории (до 57 кг).